# میفیلد (کنتاکی)
میفیلد (به انگلیسی: Mayfield) شهری در ایالت کنتاکی کشور ایالات متحده آمریکا است که جمعیت آن در سرشماری سال ۲۰۱۰ میلادی، ۱۰٬۰۲۴ نفر بوده‌است.